# Gaillan-en-Médoc
Pour les articles homonymes, voir Médoc (homonymie).
Gaillan-en-Médoc est une commune du Sud-Ouest de la France, dans le département de la Gironde, en région Nouvelle-Aquitaine.

## Géographie

### Localisation
Commune située dans le Médoc sur la route départementale 1215, ancienne route nationale 215.
Cette route reprend sur la commune le tracé de l'ancienne Lébade.

### Communes limitrophes
Les communes limitrophes sont  Civrac-en-Médoc, Lesparre-Médoc, Naujac-sur-Mer, Queyrac et Vendays-Montalivet.
|                    | Queyrac          | Civrac-en-Médoc |
| Vendays-Montalivet | Gaillan-en-Médoc | Lesparre-Médoc  |
|                    | Naujac-sur-Mer   |                 |

### Climat
Pour des articles plus généraux, voir Climat de la Nouvelle-Aquitaine et Climat de la Gironde.
Historiquement, la commune est exposée à un climat océanique aquitain.  
En 2020, Météo-France publie une typologie des climats de la France métropolitaine dans laquelle la commune est exposée à un climat océanique et est dans la région climatique  Littoral charentais et aquitain, caractérisée par une pluviométrie élevée en automne et en hiver, un bon ensoleillement, des hiver doux (6,5 °C), soumis à la brise de mer.
Pour la période 1971-2000, la température annuelle moyenne est de 13 °C, avec une amplitude thermique annuelle de 13,6 °C. Le cumul annuel moyen de précipitations est de 862 mm, avec 12,4 jours de précipitations en janvier et 6,5 jours en juillet. Pour la période 1991-2020, la température moyenne annuelle observée sur la station météorologique la plus proche, située sur la commune de Lesparre-Médoc à 2 km à vol d'oiseau, est de 13,3 °C et le cumul annuel moyen de précipitations est de 872,2 mm,. Pour l'avenir, les paramètres climatiques de la commune estimés pour 2050 selon différents scénarios d’émission de gaz à effet de serre sont consultables sur un site dédié publié par Météo-France en novembre 2022.

## Urbanisme

### Typologie
Au 1er janvier 2024, Gaillan-en-Médoc est catégorisée commune rurale à habitat dispersé, selon la nouvelle grille communale de densité à sept niveaux définie par l'Insee en 2022.
Elle appartient à l'unité urbaine de Lesparre-Médoc, une agglomération intra-départementale regroupant deux  communes, dont elle est une commune de la banlieue,,. Par ailleurs la commune fait partie de l'aire d'attraction de Lesparre-Médoc, dont elle est une commune de la couronne,. Cette aire, qui regroupe 12 communes, est catégorisée dans les aires de moins de 50 000 habitants,.

### Occupation des sols

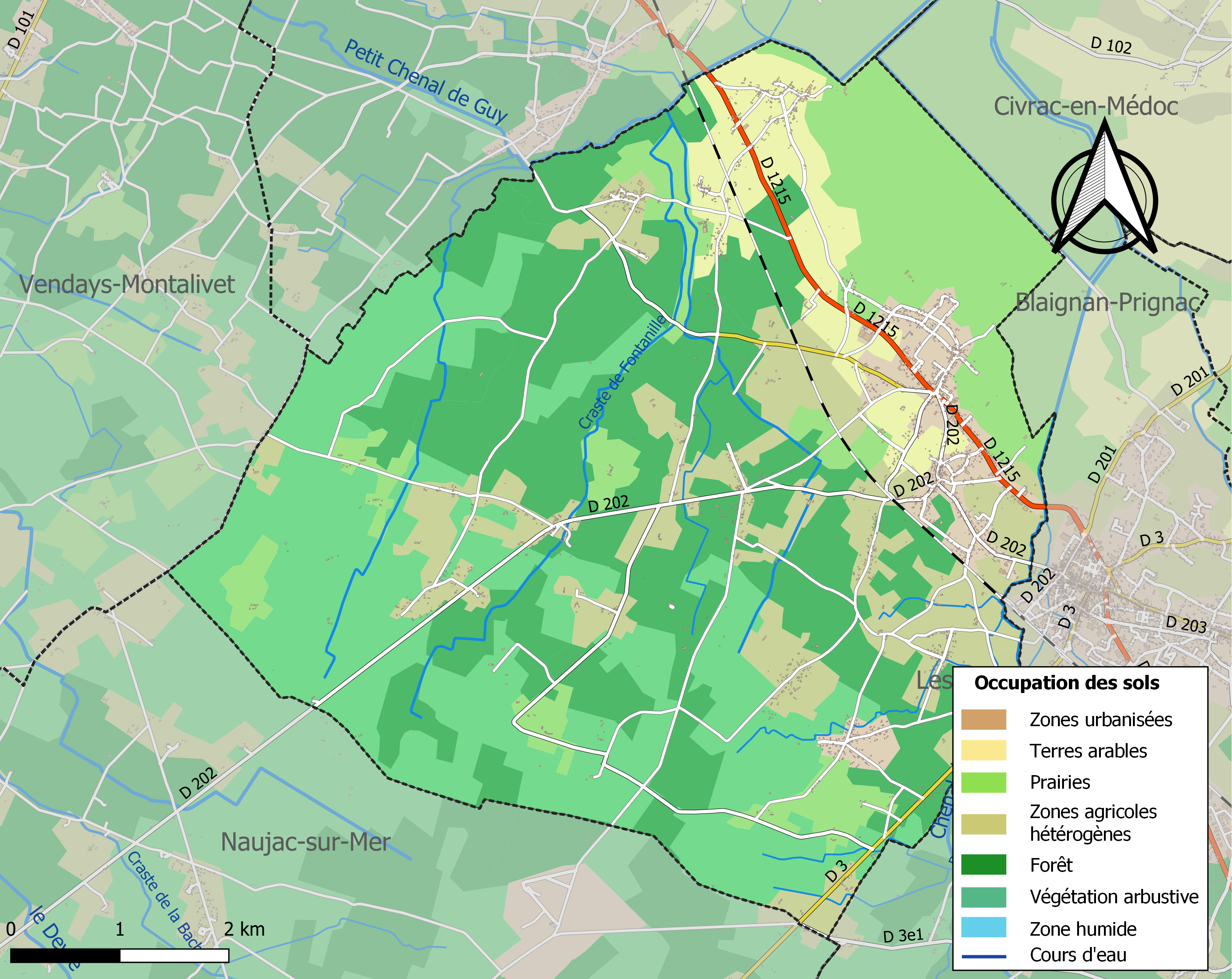
Carte des infrastructures et de l'occupation des sols de la commune en 2018 (CLC).

L'occupation des sols de la commune, telle qu'elle ressort de la base de données européenne d’occupation biophysique des sols Corine Land Cover (CLC), est marquée par l'importance des forêts et milieux semi-naturels (59,4 % en 2018), en augmentation par rapport à 1990 (58,3 %). La répartition détaillée en 2018 est la suivante : 
forêts (31,5 %), milieux à végétation arbustive et/ou herbacée (27,9 %), zones agricoles hétérogènes (15,2 %), prairies (14,8 %), cultures permanentes (6,5 %), zones urbanisées (4,1 %). L'évolution de l’occupation des sols de la commune et de ses infrastructures peut être observée sur les différentes représentations cartographiques du territoire : la carte de Cassini (XVIIIe siècle), la carte d'état-major (1820-1866) et les cartes ou photos aériennes de l'IGN pour la période actuelle (1950 à aujourd'hui).

### Risques majeurs
Le territoire de la commune de Gaillan-en-Médoc est vulnérable à différents aléas naturels : météorologiques (tempête, orage, neige, grand froid, canicule ou sécheresse), inondations, feux de forêts et séisme (sismicité très faible). Un site publié par le BRGM permet d'évaluer simplement et rapidement les risques d'un bien localisé soit par son adresse soit par le numéro de sa parcelle.
Certaines parties du territoire communal sont susceptibles d’être affectées par le risque d’inondation par débordement de cours d'eau, notamment le chenal de Guy et le Petit chenal de Guy. La commune a été reconnue en état de catastrophe naturelle au titre des dommages causés par les inondations et coulées de boue survenues en 1982, 1983, 1999 et 2009,.
Gaillan-en-Médoc est exposée au risque de feu de forêt. Depuis le 20 avril 2016, les départements de la Gironde, des Landes et de Lot-et-Garonne disposent d’un règlement interdépartemental de protection de la forêt contre les incendies. Ce règlement vise à mieux prévenir les incendies de forêt, à faciliter les interventions des services et à limiter les conséquences, que ce soit par le débroussaillement, la limitation de l’apport du feu ou la réglementation des activités en forêt. Il définit en particulier cinq niveaux de vigilance croissants auxquels sont associés différentes mesures,.

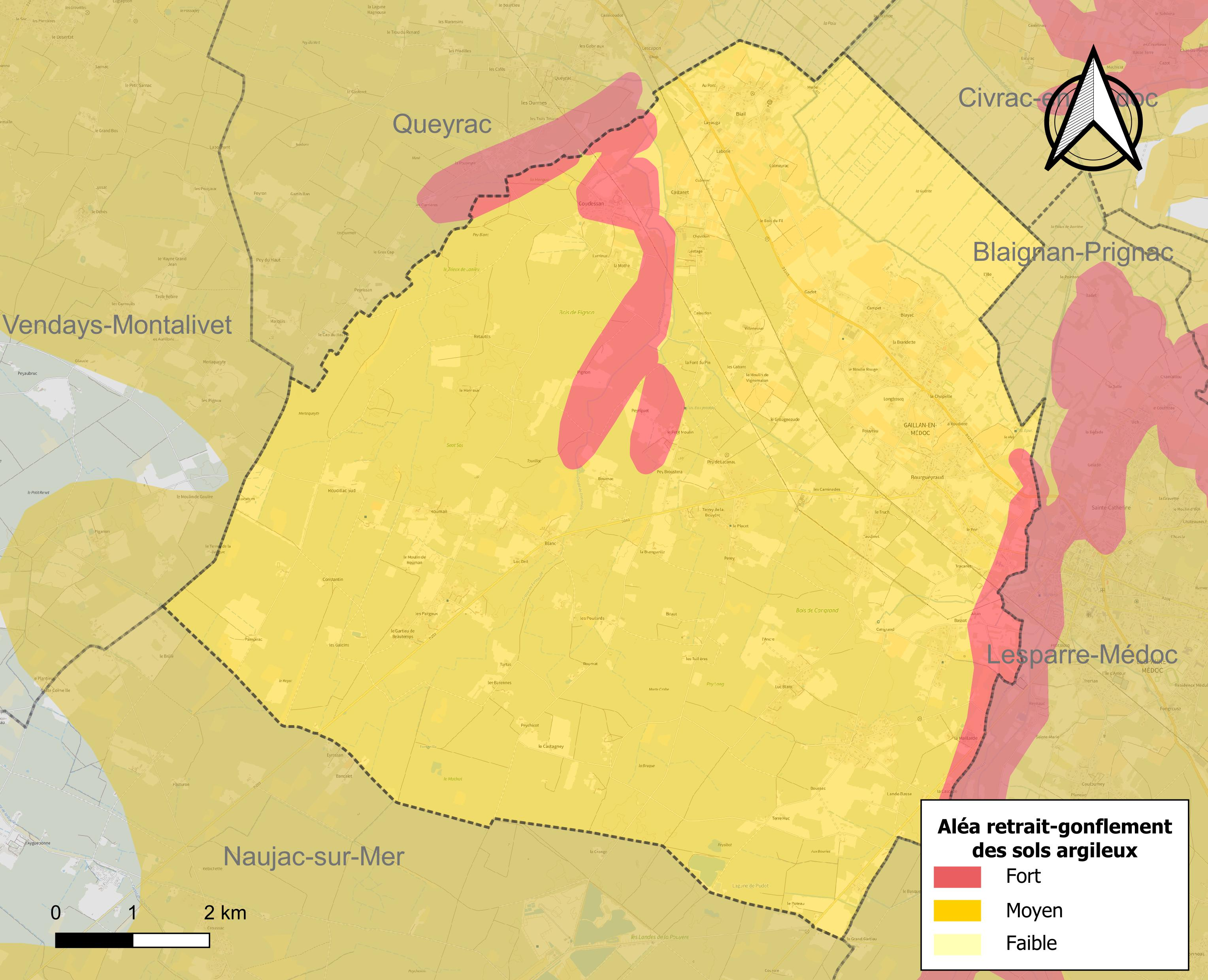
Carte des zones d'aléa retrait-gonflement des sols argileux de Gaillan-en-Médoc.

Le retrait-gonflement des sols argileux est susceptible d'engendrer des dommages importants aux bâtiments en cas d’alternance de périodes de sécheresse et de pluie. La totalité de la commune est en aléa moyen ou fort (67,4 % au niveau départemental et 48,5 % au niveau national). Sur les 1 283 bâtiments dénombrés sur la commune en 2019,  1 283 sont en aléa moyen ou fort, soit 100 %, à comparer aux 84 % au niveau départemental et 54 % au niveau national. Une cartographie de l'exposition du territoire national au retrait gonflement des sols argileux est disponible sur le site du BRGM,.
Par ailleurs, afin de mieux appréhender le risque d’affaissement de terrain, l'inventaire national des cavités souterraines permet de localiser celles situées sur la commune.
Concernant les mouvements de terrains, la commune a été reconnue en état de catastrophe naturelle au titre des dommages causés par la sécheresse en 2002, 2003, 2005 et 2018 et par des mouvements de terrain en 1999.

## Politique et administration

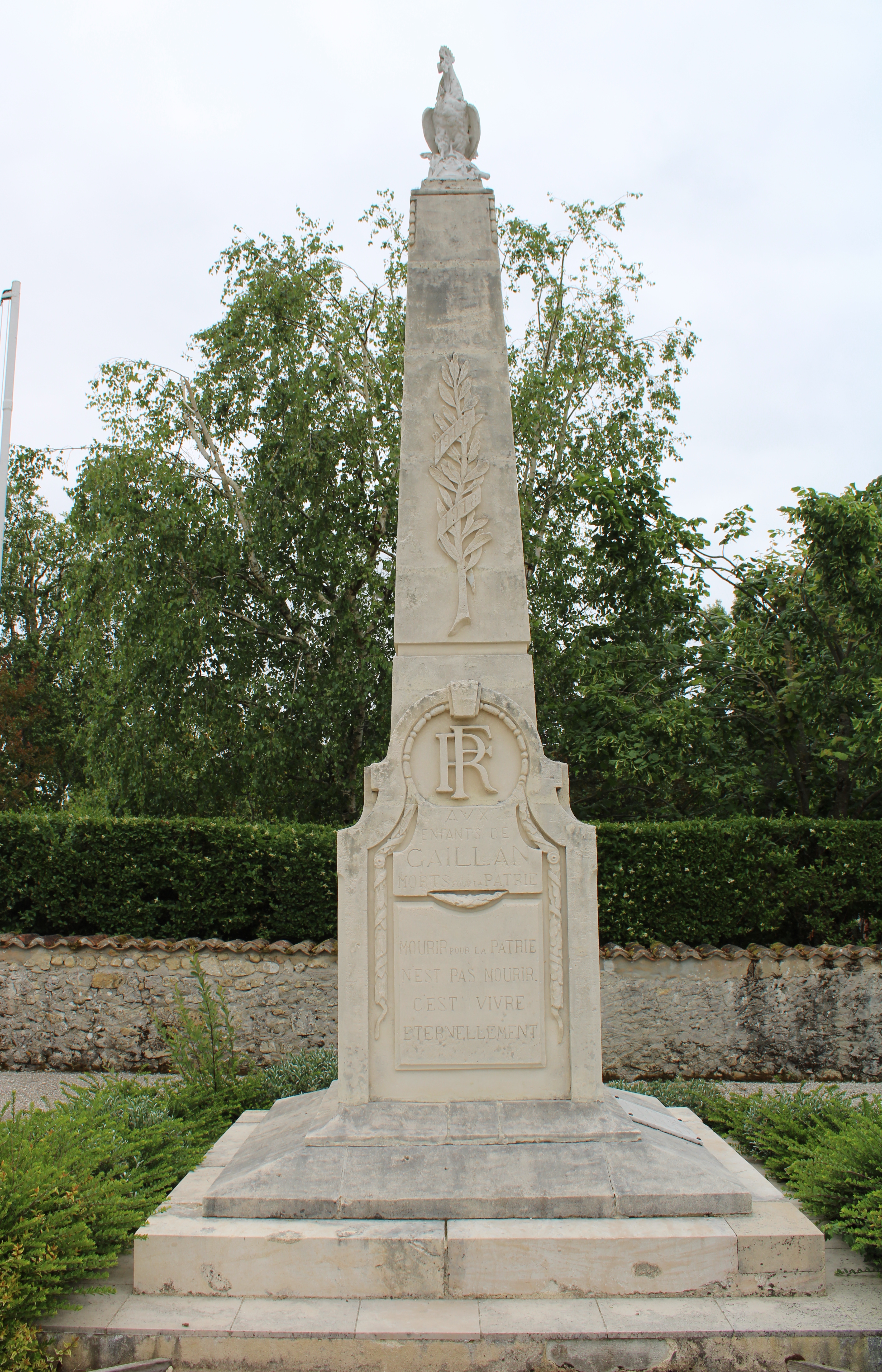
Le monument aux morts.

## Histoire
On trouve trace d'une occupation à l'âge de fer.

## Démographie
| 1793  | 1800  | 1806  | 1821  | 1831  | 1836  | 1841  | 1846  | 1851  |
| ----- | ----- | ----- | ----- | ----- | ----- | ----- | ----- | ----- |
| 2 122 | 1 966 | 2 016 | 2 330 | 2 444 | 2 424 | 2 429 | 2 424 | 2 238 |

| 1856  | 1861  | 1866  | 1872  | 1876  | 1881  | 1886  | 1891  | 1896  |
| ----- | ----- | ----- | ----- | ----- | ----- | ----- | ----- | ----- |
| 2 486 | 2 377 | 1 814 | 1 798 | 1 809 | 1 841 | 1 831 | 1 733 | 1 710 |

| 1901  | 1906  | 1911  | 1921  | 1926  | 1931  | 1936  | 1946  | 1954  |
| ----- | ----- | ----- | ----- | ----- | ----- | ----- | ----- | ----- |
| 1 651 | 1 581 | 1 507 | 1 431 | 1 333 | 1 278 | 1 285 | 1 021 | 1 239 |

| 1962  | 1968  | 1975  | 1982  | 1990  | 1999  | 2005  | 2006  | 2010  |
| ----- | ----- | ----- | ----- | ----- | ----- | ----- | ----- | ----- |
| 1 169 | 1 229 | 1 274 | 1 482 | 1 773 | 1 915 | 1 991 | 2 000 | 2 034 |

| 2015  | 2020  | 2022  | - | - | - | - | - | - |
| ----- | ----- | ----- | - | - | - | - | - | - |
| 2 275 | 2 355 | 2 376 | - | - | - | - | - | - |

## Lieux et monuments
- L'église paroissiale Saint-Pierre construite initialement au XIIe siècle a été entièrement refaite en 1844 ; son clocher est classée monument historique depuis 1846[28].

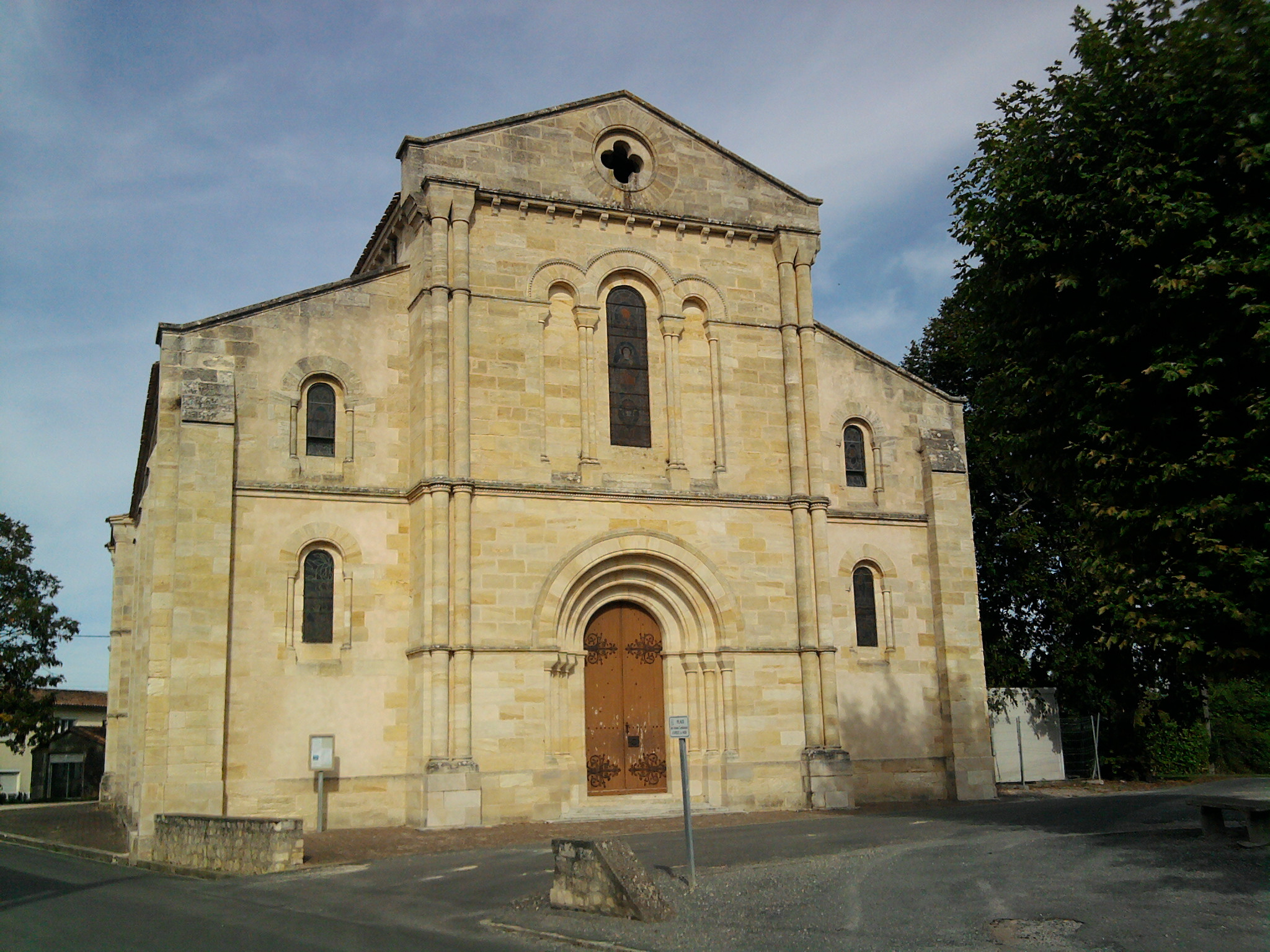
L'église Saint-Pierre.
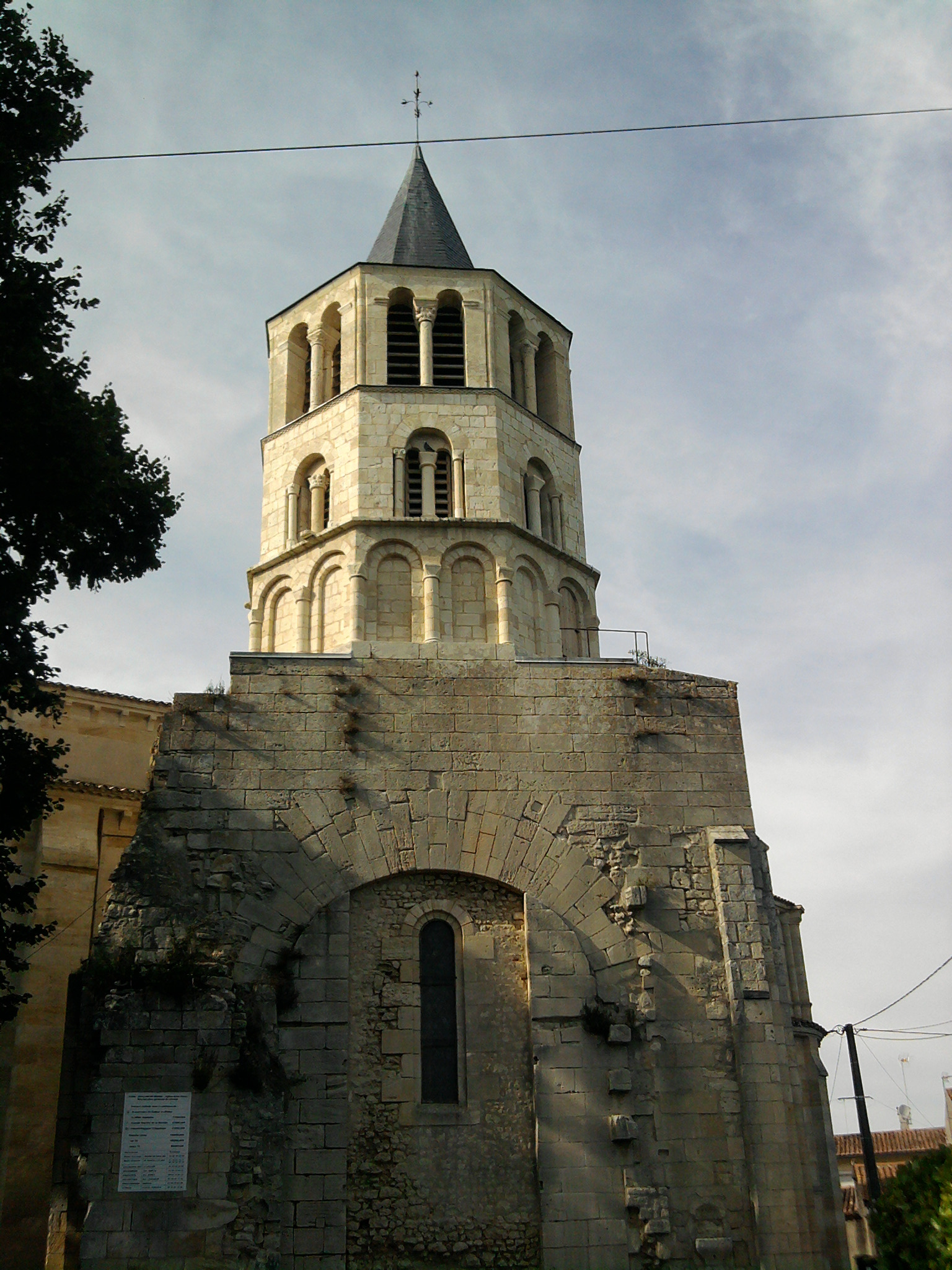
Le clocher.
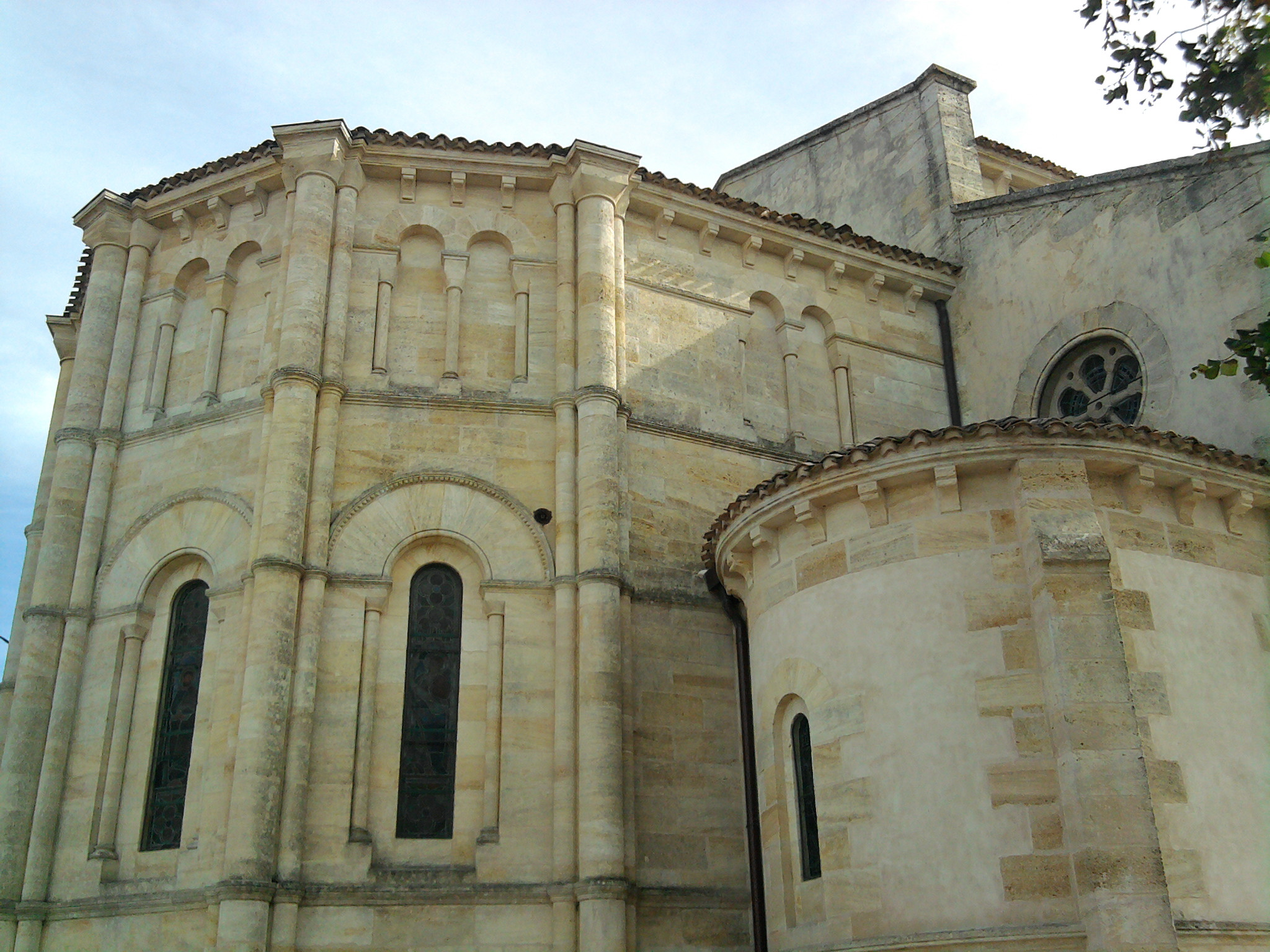
Le chevet.
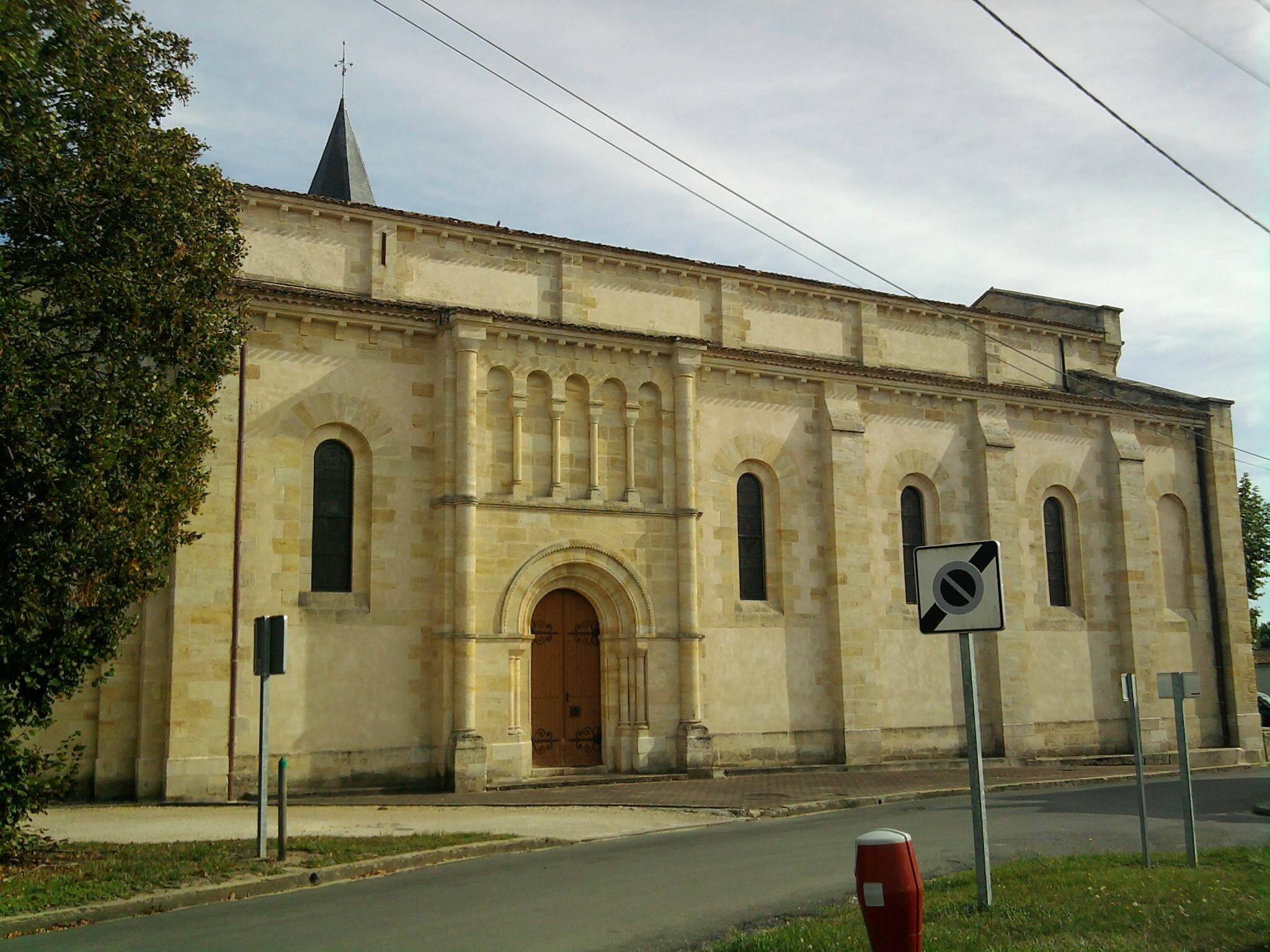
Vue latérale depuis la rue du Bourg.
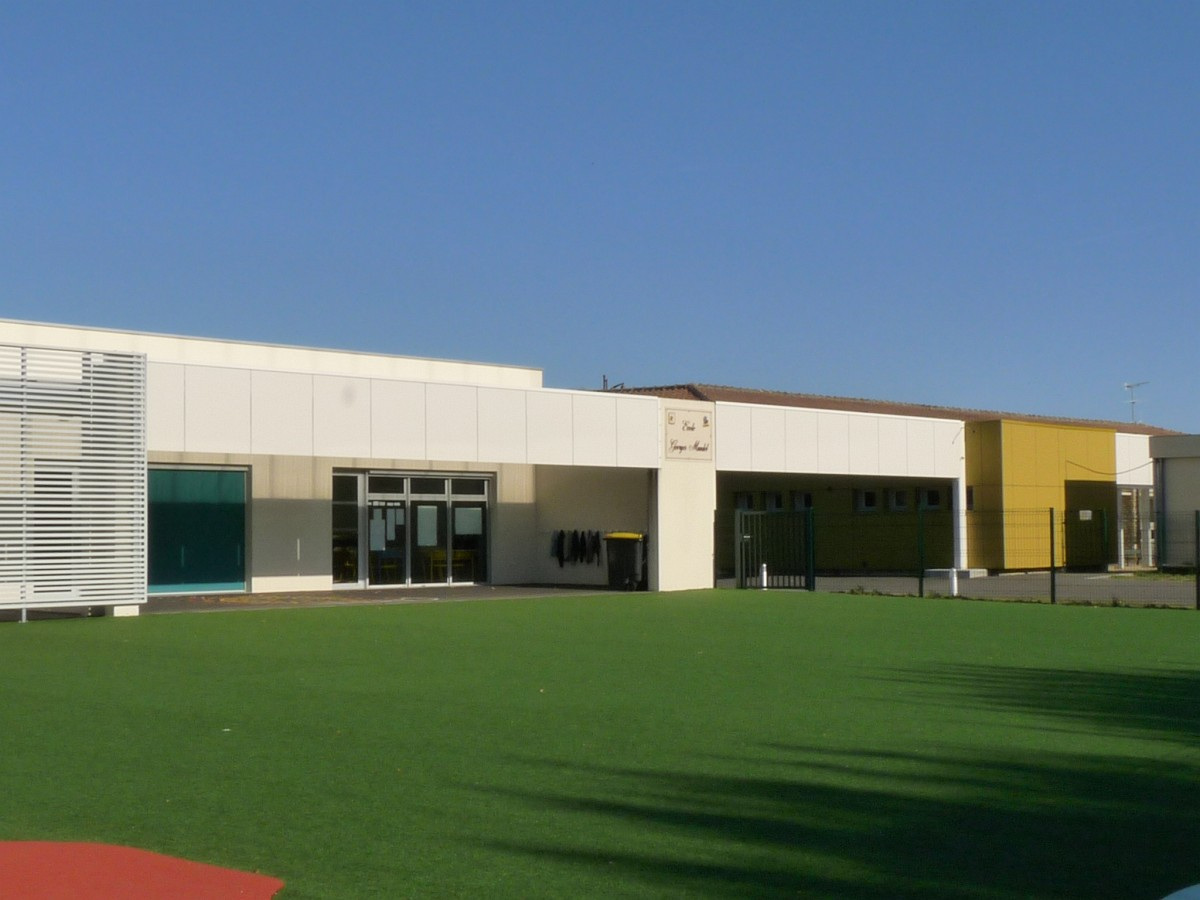
L'école publique.
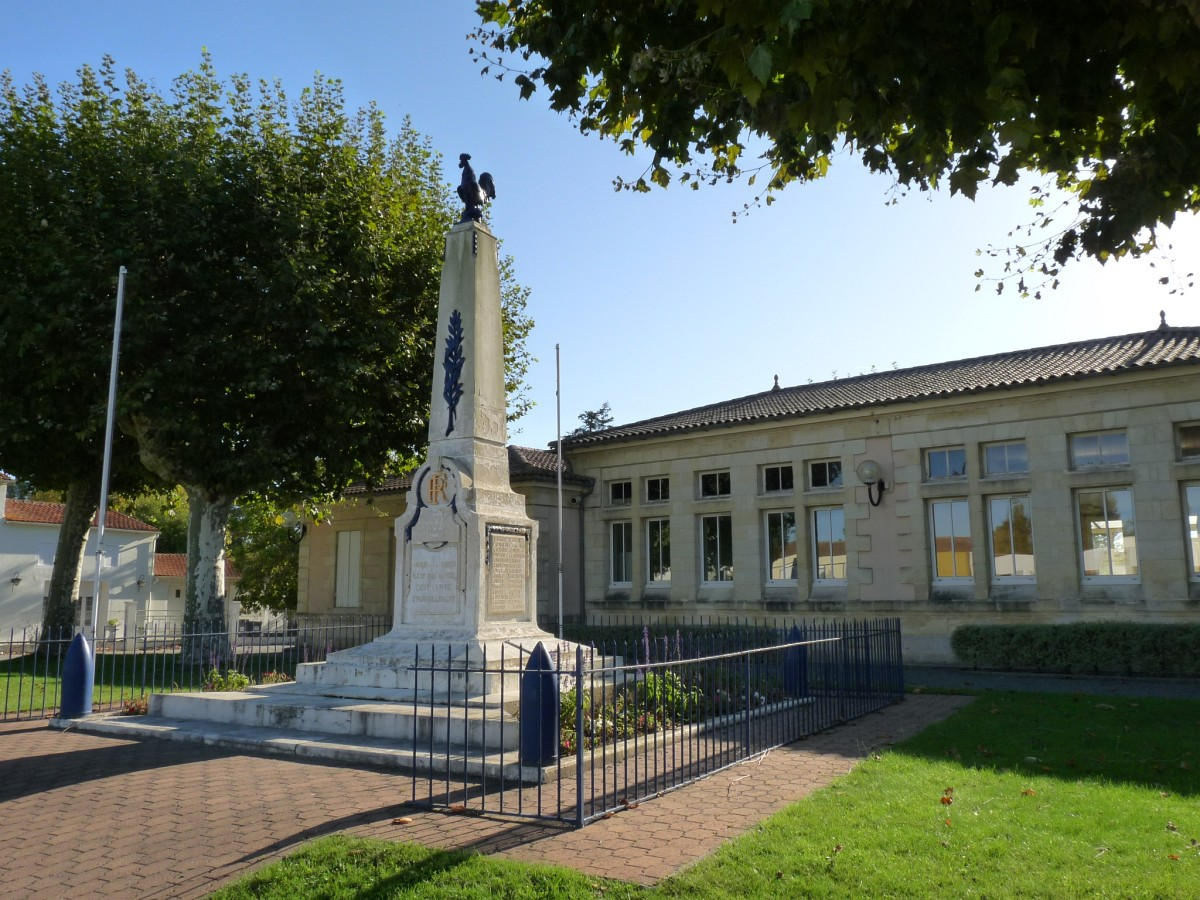
Le monument aux morts.